# Gryllacris vicosae
Gryllacris vicosae is een rechtvleugelig insect uit de familie Gryllacrididae. De wetenschappelijke naam van deze soort is voor het eerst geldig gepubliceerd in 1975 door Piza.